# 芳林寺 (さいたま市)
芳林寺（ほうりんじ）は、埼玉県さいたま市岩槻区にある曹洞宗の寺院。

## 歴史
創建年代は不明であるが、覚翁文等（1595年寂）によって開山された。覚翁文等の寂年と後述の移転年代から戦国時代に創建されたものと推測される。
元々は武蔵国比企郡松山町（現・埼玉県東松山市）に位置し、「地蔵寺」という名称であったが、太田資高が母の芳林院の追善供養のため、現在地に移転し、「芳林寺」に改称した。
そういう経緯により、本堂には太田氏歴代当主の位牌が安置されている。

## 交通アクセス
- 岩槻駅より徒歩4分。